# 凝胖頭鱥
凝胖頭鱥（学名：Pimephales notatus）是輻鰭魚綱鯉形目雅羅魚科的其中一個種，主要分佈在北美洲美國南部、墨西哥灣沿岸和密西西比河流域，已被引入堪薩斯州的奧塞奇河和堪薩斯河、內布拉斯加州的密蘇里河、新墨西哥州的格蘭德河、俄亥俄州的聖瑪麗湖、南達科他州的詹姆斯、紅河、加拿大河和德克薩斯州福克斯河上游，可能還有威斯康辛州的梅諾莫尼河，本魚體細長且側扁，頭圓鈍，口近端位，雄魚體色呈深色、棕色、橄欖色或棕褐色，側面有兩條淺色垂直線，而雌性相比之下體色較單純，咽齒共有八顆，尾巴分叉，末端呈圓形，鰭基部側線水平處有一個黑點，背鰭軟條8枚、臀鰭軟條7枚，體長可達9.2公分，棲息在沙石底質的溪流、水塘及洄水區，繁殖期在五月中旬到九月，雄魚會築巢，通常由岩石、樹根或樹枝下，雌魚在底部產卵，雄魚會守護卵直到孵化。